# Lijst van hogeronderwijsinstellingen in Turkije
Turkije heeft op dit moment 141 erkende universiteiten, waarvan er 97 staatsuniversiteiten zijn en 44 privé-universiteiten.
Hieronder een lijst van alle universiteiten en/of hogeronderwijsinstellingen in Turkije. Verder zijn er ook nog 8 universiteiten in de Turkse Republiek van Noord-Cyprus.
| Naam universiteit                       | Jaar oprichting | Plaats         | Soort           | Website              |
| --------------------------------------- | --------------- | -------------- | --------------- | -------------------- |
| Abant İzzet Baysal Üniversitesi         | 1992            | Bolu           | Staat           | ibu.edu.tr           |
| Acıbadem Üniversitesi                   | 2007            | Istanboel      | privébezitPrivé | acibadem.edu.tr      |
| Adıyaman Üniversitesi                   | 2006            | Adıyaman       | Staat           | adiyaman.edu.tr      |
| Adnan Menderes Üniversitesi             | 1992            | Aydın          | Staat           | adu.edu.tr           |
| Afyon Kocatepe Üniversitesi             | 1992            | Afyonkarahisar | Staat           | aku.edu.tr           |
| Ağrı İbrahim Çeçen Üniversitesi         | 2007            | Ağrı           | Staat           | aicuni.edu.tr        |
| Ahi Evran Üniversitesi                  | 2006            | Kırşehir       | Staat           | ahievran.edu.tr      |
| Akdeniz Üniversitesi                    | 1982            | Antalya        | Staat           | akdeniz.edu.tr       |
| Aksaray Üniversitesi                    | 2006            | Aksaray        | Staat           | aksaray.edu.tr       |
| Amasya Üniversitesi                     | 2006            | Amasya         | Staat           | amasya.edu.tr        |
| Anadolu Üniversitesi                    | 1958            | Eskişehir      | Staat           | anadolu.edu.tr       |
| Ankara Üniversitesi                     | 1946            | Ankara         | Staat           | ankara.edu.tr        |
| Ardahan Üniversitesi                    | 2007            | Ardahan        | Staat           | ardahan.edu.tr       |
| Artvin Çoruh Üniversitesi               | 2007            | Artvin         | Staat           | artvin.edu.tr        |
| Atatürk Üniversitesi                    | 1957            | Erzurum        | Staat           | atauni.edu.tr        |
| Atılım Üniversitesi                     | 1996            | Ankara         | Privé           | atilim.edu.tr        |
| Bahçeşehir Üniversitesi                 | 1998            | Istanboell     | Privé           | bahcesehir.edu.tr    |
| Balıkesir Üniversitesi                  | 1992            | Balıkesir      | Staat           | balikesir.edu.tr     |
| Bartın Üniversitesi                     | 2007            | Bartın         | Staat           | bartin.edu.tr        |
| Başkent Üniversitesi                    | 1994            | Ankara         | Privé           | baskent.edu.tr       |
| Batman Üniversitesi                     | 2007            | Batman         | Staat           | batman.edu.tr        |
| Bayburt Üniversitesi                    | 2007            | Bayburt        | Staat           | bayburt.edu.tr       |
| Beykent Üniversitesi                    | 1997            | Istanboel      | Privé           | beykent.edu.tr       |
| Bilecik Üniversitesi                    | 2007            | Bilecik        | Staat           | bilecik.edu.tr       |
| Bilkent Üniversitesi                    | 1984            | Ankara         | Privé           | bilkent.edu.tr       |
| Bingöl Üniversitesi                     | 2007            | Bingöl         | Staat           | bingol.edu.tr        |
| Bitlis Eren Üniversitesi                | 2007            | Bitlis         | Staat           | bitliseren.edu.tr    |
| Boğaziçi Üniversitesi                   | 1863            | Istanboel      | Staat           | boun.edu.tr          |
| Bozok Üniversitesi                      | 2006            | Yozgat         | Staat           | bozok.edu.tr         |
| Celal Bayar Üniversitesi                | 1992            | Manisa         | Staat           | bayar.edu.tr         |
| Cumhuriyet Üniversitesi                 | 1974            | Sivas          | Staat           | cumhuriyet.edu.tr    |
| Çankaya Üniversitesi                    | 1997            | Ankara         | Privé           | cankaya.edu.tr       |
| Çağ Üniversitesi                        | 1997            | Mersin         | Privé           | cag.edu.tr           |
| Çanakkale Onsekiz Mart Üniversitesi     | 1992            | Çanakkale      | Staat           | comu.edu.tr          |
| Çankırı Karatekin Üniversitesi          | 2007            | Çankırı        | Staat           | karatekin.edu.tr     |
| Çukurova Üniversitesi                   | 1973            | Adana          | Staat           | cu.edu.tr            |
| Deniz Harp Okulu                        | 1773            | Istanboel      | Staat           | dho.edu.tr           |
| Dicle Üniversitesi                      | 1974            | Diyarbakır     | Staat           | dicle.edu.tr         |
| Doğuş Üniversitesi                      | 1997            | Istanboel      | Privé           | dogus.edu.tr         |
| Dokuz Eylül Üniversitesi                | 1982            | İzmir          | Staat           | deu.edu.tr           |
| Dumlupınar Üniversitesi                 | 1992            | Kütahya        | Staat           | dpu.edu.tr           |
| Düzce Üniversitesi                      | 2006            | Düzce          | Staat           | duzce.edu.tr         |
| Ege Üniversitesi                        | 1955            | İzmir          | Staat           | ege.edu.tr           |
| Erciyes Üniversitesi                    | 1978            | Kayseri        | Staat           | erciyes.edu.tr       |
| Erzincan Üniversitesi                   | 2006            | Erzincan       | Staat           | erzincan.edu.tr      |
| Eskişehir Osmangazi Üniversitesi        | 1993            | Eskişehir      | Staat           | ogu.edu.tr           |
| Fatih Üniversitesi                      | 1996            | Istanboel      | Privé           | fatihun.edu.tr       |
| Fırat Üniversitesi                      | 1975            | Elazığ         | Staat           | firat.edu.tr         |
| Galatasaray Üniversitesi                | 1992            | Istanboel      | Staat           | gsu.edu.tr           |
| Gazi Üniversitesi                       | 1926            | Ankara         | Staat           | gazi.edu.tr          |
| Gaziantep Üniversitesi                  | 1987            | Gaziantep      | Staat           | gantep.edu.tr        |
| Gazikent Üniversitesi                   | 2008            | Gaziantep      | Privé           | gazikent.edu.tr      |
| Gaziosmanpaşa Üniversitesi              | 1992            | Tokat          | Staat           | gop.edu.tr           |
| Gebze Yüksek Teknoloji Enstitüsü        | 1992            | Kocaeli        | Staat           | gyte.edu.tr          |
| Gediz Üniversitesi                      | 2008            | İzmir          | Privé           | gediz.edu.tr         |
| Giresun Üniversitesi                    | 2006            | Giresun        | Staat           | giresun.edu.tr       |
| Gülhane Askeri Tıp Akademisi            | 1898            | Ankara         | Staat           | gata.edu.tr          |
| Gümüşhane Üniversitesi                  | 2007            | Gümüşhane      | Staat           | gumushane.edu.tr     |
| Hacettepe Üniversitesi                  | 1967            | Ankara         | Staat           | hacettepe.edu.tr     |
| Hakkari Üniversitesi                    | 2007            | Hakkari        | Staat           | hakkari.edu.tr       |
| Haliç Üniversitesi                      | 1998            | Istanboel      | Privé           | halic.edu.tr         |
| Harran Üniversitesi                     | 1992            | Şanlıurfa      | Staat           | harran.edu.tr        |
| Hitit Üniversitesi                      | 2006            | Çorum          | Staat           | hitit.edu.tr         |
| Iğdır Üniversitesi                      | 2007            | Iğdır          | Staat           | igdir.edu.tr         |
| İnönü Üniversitesi                      | 1975            | Malatya        | Staat           | inonu.edu.tr         |
| Işık Üniversitesi                       | 1996            | Istanboel      | Privé           | isikun.edu.tr        |
| İstanbul Arel Üniversitesi              | 2007            | Istanboel      | Privé           | arel.edu.tr          |
| İstanbul Aydın Üniversitesi             | 2003            | Istanboel      | Privé           | aydin.edu.tr         |
| İstanbul Bilgi Üniversitesi             | 1994            | Istanboel      | Privé           | bilgi.edu.tr         |
| İstanbul Bilim Üniversitesi             | 2006            | Istanboel      | Privé           | istanbulbilim.edu.tr |
| İstanbul Kemerburgaz Üniversitesi       | 2008            | Istanboel      | Privé           | ikbu.edu.tr          |
| İstanbul Kültür Üniversitesi            | 1997            | Istanboel      | Privé           | iku.edu.tr           |
| İstanbul Medipol Üniversitesi           | 2009            | Istanboel      | Privé           | -                    |
| İstanbul Şehir Üniversitesi             | 2008            | Istanboel      | Privé           | sehir.edu.tr         |
| İstanbul Ticaret Üniversitesi           | 2001            | Istanboel      | Privé           | iticu.edu.tr         |
| İstanbul Üniversitesi                   | 1453            | Istanboel      | Staat           | istanbul.edu.tr      |
| İstanbul Teknik Üniversitesi            | 1773            | Istanboel      | Staat           | itu.edu.tr           |
| İzmir Ekonomi Üniversitesi              | 2001            | İzmir          | Privé           | ieu.edu.tr           |
| İzmir Üniversitesi                      | 2007            | İzmir          | Privé           | izmir.edu.tr         |
| İzmir Yüksek Teknoloji Enstitüsü        | 1992            | İzmir          | Staat           | iyte.edu.tr          |
| Kadir Has Üniversitesi                  | 1992            | Istanboel      | Privé           | khas.edu.tr          |
| Kafkas Üniversitesi                     | 1992            | Kars           | Staat           | kafkas.edu.tr        |
| Kahramanmaraş Sütçü İmam Üniversitesi   | 1992            | Kahramanmaraş  | Staat           | ksu.edu.tr           |
| Karabük Üniversitesi                    | 2007            | Karabük        | Staat           | karabuk.edu.tr       |
| Karadeniz Teknik Üniversitesi           | 1955            | Trabzon        | Staat           | ktu.edu.tr           |
| Karamanoğlu Mehmetbey Üniversitesi      | 2007            | Karaman        | Staat           | kmu.edu.tr           |
| Karatay Üniversitesi                    | 2008            | Konya          | Privé           | Konya Ticaret Odası  |
| Kastamonu Üniversitesi                  | 2006            | Kastamonu      | Staat           | kastamonu.edu.tr     |
| Kırıkkale Üniversitesi                  | 1992            | Kırıkkale      | Staat           | kku.edu.tr           |
| Kırklareli Üniversitesi                 | 2007            | Kırklareli     | Staat           | kirklareli.edu.tr    |
| Kilis Yedi Aralık Üniversitesi          | 2007            | Kilis          | Staat           | kilis.edu.tr         |
| Kocaeli Üniversitesi                    | 1976            | Kocaeli        | Staat           | kocaeli.edu.tr       |
| Koç Üniversitesi                        | 1992            | Istanboel      | Privé           | ku.edu.tr            |
| Maltepe Üniversitesi                    | 1997            | Istanboel      | Privé           | maltepe.edu.tr       |
| Mardin Artuklu Üniversitesi             | 2007            | Mardin         | Staat           | artuklu.edu.tr       |
| Marmara Üniversitesi                    | 1883            | Istanboel      | Staat           | marmara.edu.tr       |
| Mehmet Akif Ersoy Üniversitesi          | 2006            | Burdur         | Staat           | mehmetakif.edu.tr    |
| Melikşah Üniversitesi                   | 2008            | Kayseri        | Privé           | meliksah.edu.tr      |
| Mersin Üniversitesi                     | 1992            | Mersin         | Staat           | mersin.edu.tr        |
| Mevlana Üniversitesi                    | 2009            | Konya          | Privé           | -                    |
| Mimar Sinan Güzel Sanatlar Üniversitesi | 1882            | Istanboel      | Staat           | msgsu.edu.tr         |
| Muğla Üniversitesi                      | 1992            | Muğla          | Staat           | mu.edu.tr            |
| Mustafa Kemal Üniversitesi              | 1992            | Hatay          | Staat           | mku.edu.tr           |
| Muş Alparslan Üniversitesi              | 2006            | Muş            | Staat           | alparslan.edu.tr     |
| Namık Kemal Üniversitesi                | 2006            | Tekirdağ       | Staat           | nku.edu.tr           |
| Nevşehir Üniversitesi                   | 2007            | Nevşehir       | Staat           | nevsehir.edu.tr      |
| Niğde Üniversitesi                      | 1992            | Niğde          | Staat           | nigde.edu.tr         |
| Nuh Naci Yazgan Üniversitesi            | 2009            | Kayseri        | Privé           | -                    |
| Okan Üniversitesi                       | 1999            | Istanboel      | Privé           | okan.edu.tr          |
| Ondokuz Mayıs Üniversitesi              | 1975            | Samsun         | Staat           | omu.edu.tr           |
| Ordu Üniversitesi                       | 2006            | Altınordu      | Staat           | odu.edu.tr           |
| Orta Doğu Teknik Üniversitesi           | 1956            | Ankara         | Staat           | odtu.edu.tr          |
| Osmaniye Korkut Ata Üniversitesi        | 2007            | Osmaniye       | Staat           | osmaniye.edu.tr      |
| Özyeğin Üniversitesi                    | 2007            | Istanboel      | Privé           | ozyegin.edu.tr       |
| Pamukkale Üniversitesi                  | 1992            | Denizli        | Staat           | pamukkale.edu.tr     |
| Piri Reis Üniversitesi                  | 2008            | Istanboel      | Privé           | pirireis.edu.tr      |
| Polis Akademisi                         | 1957            | Ankara         | Staat           | pa.edu.tr            |
| Rize Üniversitesi                       | 2006            | Rize           | Staat           | rize.edu.tr          |
| Sabancı Üniversitesi                    | 1994            | Istanboel      | Privé           | sabanciuniv.edu.tr   |
| Sakarya Üniversitesi                    | 1970            | Sakarya        | Staat           | sakarya.edu.tr       |
| Selçuk Üniversitesi                     | 1975            | Konya          | Staat           | selcuk.edu.tr        |
| Siirt Üniversitesi                      | 2007            | Siirt          | Staat           | siirt.edu.tr         |
| Sinop Üniversitesi                      | 2007            | Sinop          | Staat           | sinop.edu.tr         |
| Süleyman Demirel Üniversitesi           | 1992            | Isparta        | Staat           | sdu.edu.tr           |
| Şırnak Üniversitesi                     | 2007            | Şırnak         | Staat           | sirnak.edu.tr        |
| TED Üniversitesi                        | 2009            | Ankara         | Privé           | -                    |
| TOBB Ekonomi ve Teknoloji Üniversitesi  | 2003            | Ankara         | Privé           | etu.edu.tr           |
| Toros Üniversitesi                      | 2009            | Mersin         | Privé           | -                    |
| Trakya Üniversitesi                     | 1982            | Edirne         | Staat           | trakya.edu.tr        |
| Tunceli Üniversitesi                    | 2007            | Tunceli        | Staat           |                      |
| Ufuk Üniversitesi                       | 1999            | Ankara         | Privé           | ufuk.edu.tr          |
| Uludağ Üniversitesi                     | 1975            | Bursa          | Staat           | uludag.edu.tr        |
| Uşak Üniversitesi                       | 2006            | Uşak           | Staat           | usak.edu.tr          |
| Yalova Üniversitesi                     | 2007            | Yalova         | Staat           | yalova.edu.tr        |
| Yaşar Üniversitesi                      | 2001            | İzmir          | Privé           | yasar.edu.tr         |
| Yeditepe Üniversitesi                   | 1996            | Istanboel      | Privé           | yeditepe.edu.tr      |
| Yeni Yüzyıl Üniversitesi                | 2009            | Istanboel      | Privé           | -                    |
| Yıldız Teknik Üniversitesi              | 1911            | Istanboel      | Staat           | yildiz.edu.tr        |
| Yüzüncü Yıl Üniversitesi                | 1982            | Van            | Staat           | yyu.edu.tr           |
| Zirve Üniversitesi                      | 2009            | Gaziantep      | Privé           | zirve.edu.tr         |
| Zonguldak Karaelmas Üniversitesi        | 1992            | Zonguldak      | Staat           | karaelmas.edu.tr     |